# Jean-Pierre Bonny

Jean-Pierre Bonny (1992)

Jean-Pierre Bonny (* 20. Juni 1931 in Bern, heimatberechtigt in Bremgarten bei Bern und Chevroux) ist ein Schweizer Politiker (FDP).

## Ausbildung und Beruf
Bonny absolvierte 1950 die Matura in Bern und begann dann mit dem Rechtsstudium ebenfalls in der Bundesstadt. 1956 wurde er Fürsprecher im Kanton Bern. Von 1957 bis 1961 war er in der eidgenössischen Finanzverwaltung tätig und wechselte 1962 zur Swissair. In den Jahren 1963 bis 1972 war er beim Schweizerischen Gewerbeverband und von 1972 bis 1984 im Bundesamt für Industrie, Gewerbe und Arbeit (BIGA) (ab 1974 als Direktor) tätig. Seit 1984 hat er ein eigenes Büro als Wirtschaftskonsulent. Bonny war auch als Verwaltungsrat diverser Privatunternehmen tätig, u. a. bei der Allgemeinen Plakatgesellschaft, bei Galenica, Ascom, Berna Biotech und Frutiger AG.

## Politische Laufbahn
Sein erstes politisches Mandat nahm er von 1960 bis 1962 im Berner Stadtrat (Legislative) wahr. 1967 wurde er in den Gemeinderat von Bremgarten bei Bern gewählt. Drei Jahre später (1970) erfolgte seine Wahl in den Berner Grossen Rat, dessen Sitz er bis 1973 innehatte. Im darauffolgenden Jahr schied er auch aus dem Gemeinderat von Bremgarten aus. Im Jahr 1983 wurde er in den Nationalrat gewählt und war dort unter anderem Präsident der Finanzkommission (1992/93). Bei den Bundesratswahlen im Jahr 1982 war er aussichtsreicher Kandidat, unterlag aber Rudolf Friedrich. Bei den Gesamterneuerungswahlen des Nationalrates 1999 trat er nicht mehr an.

## Bonny-Stiftung
Bonny hat die Bonny-Stiftung für die Freiheit gegründet. Er hat zu diesem Zweck 10 Millionen Schweizer Franken in die Stiftung eingebracht. Der Preis wird seit 2013 jährlich verliehen. Er ist mit 100'000 Franken dotiert.

## Privates
Bonny war verheiratet und wohnt in Bremgarten bei Bern. In der Schweizer Armee war er Oberst.